# Yolanda Pinto de Gaviria
Yolanda Pinto Afanador de Gaviria Correa es una abogada y política colombiana, nacida en San Gil, Santander. Es miembro del Partido Liberal y ha sido Senadora de Colombia.

## Carrera profesional
Destacada asesora jurídica de varias entidades públicas, fue Secretaria General del Instituto Nacional de Vías (Invias) entre 1994 y 1998; allí conoció a Guillermo Gaviria Correa, su jefe como Director de Invias y con quien contraería matrimonio en 1999. En 2000 su esposo gana las elecciones para Gobernador de Antioquia y el 1 de enero de 2001 Yolanda se convierte en primera dama de Antioquia. Tras el secuestro de Gaviria el 21 de abril de 2002 por parte de las FARC, Yolanda emprendió una campaña internacional para pedir su liberación y se convirtió en un referente nacional de la lucha por el intercambio humanitario; pero sus esfuerzos fueron en vano pues su esposo fue asesinado por sus captores junto a varios compañeros de cautiverio (entre ellos el exministro Gilberto Echeverri Mejía) el 5 de mayo de 2003, durante una operación de rescate por parte del ejército.
Yolanda Pinto continúa con sus esfuerzos por la liberación de los secuestrados y decide postular al Senado de la República en las elecciones de marzo de 2006; obtiene más de 29.000 votos (principalmente en Antioquia y Santander), pero su partido solo obtiene 18 curules y ella se ubica en la posición 19. En el Tercer Congreso Nacional Liberal en Medellín en abril de 2007 es elegida como miembro de la Dirección Nacional Adjunta, en representación de los delegados por el sector abierto (sin representación política y sin pertenencia a un grupo social específico). Debido a la detención del senador Juan Manuel López Cabrales por las investigaciones de la Parapolítica, la señora Pinto ingresó al Senado el 20 de julio de 2007, para sustituirlo mientras se aclara su situación jurídica. En 2010 no consiguió renovar su escaño de Senadora.[cita requerida]
Su hermano Jorge Luis fue el director técnico de la selección de fútbol de Colombia y de la selección de fútbol de Costa Rica.

### Trayectoria Profesional
La trayectoria profesional de Yolanda Pinto se identifican por:
| Cargo                                  | Entidad                                                                                    | Fecha Inicio            | Fecha Fin               |
| Secretaria de Gobierno                 | Municipio de Valledupar César                                                              | 9 de junio de 1992      | 20 de abril de 1993     |
| Directora De Relaciones Industriales   | Ministerio de Obras Públicas y Transportes                                                 | 1 de abril de 1993      | 31 de diciembre de 1994 |
| Secretaria General Administrativa      | Instituto Nacional de Vías                                                                 | 1 de enero de 1994      | 30 de agosto de 1998    |
| Asesora                                | Ministerio de Transporte, Comunicaciones, Vivienda Y Construcción De La República del Perú | 30 de agosto de 1998    | 1 de septiembre de 1999 |
| Asesora Jurídica                       | Gaviria Correa & Asociados Ltda                                                            | 1 de septiembre de 1999 | 1 de julio de 2000      |
| Primera dama Departamento de Antioquia | Gobernación De Antioquia                                                                   | 1 de enero de 2001      | 5 de mayo de 2003       |

## Congresista de Colombia
Pinto Afanador de Gaviria fue senadora de la república de Colombia reemplazando permanentemente a Juan Manuel López Cabrales.

### Iniciativas
El legado legislativo de Yolanda Pinto Afanador de Gaviria se identificó por su participación en las siguientes iniciativas desde el congreso:

- Crear la Comisión Legal para la Equidad de la Mujer del Congreso de la República de Colombia (Aprobado).[3]
- Afianzar en la práctica el principio de igualdad entre los educadores y a desarrollar el principio jurídico según el cual a trabajo igual debe corresponder salario y prestaciones iguales (Objetado por el Presidente de la República).[4]
- Modificar las funciones del Banco de la República (Archivado).[5]
- Reconocer al cuidador familiar en casa para personas en estado de dependencia (Aprobado).[6]
- Construir una política de Estado para las víctimas, sobre la base de la justicia, verdad y reparación (Retirado).[7]
- Prorrogar por un año más la vigencia de la Ley 486 de 1998, y la Ley 999 de 2005, con el fin de permitir que las personas que aún no hayan realizado el trámite de renovación de la cédula, no pierdan sus derechos políticos y civiles (Aprobado).[8]
- Autorizar al Banco de la República y a las instituciones científicas, universitarias o culturales de carácter público y de reconocida idoneidad en el manejo del patrimonio arqueológico (Archivado).[9]
- Evitar que las entidades territoriales entreguen a título de concesión o a cualquier otro título el recaudo y gestión de sus diferentes tributos a terceros.[10]
- Rendir homenaje al Colegio San José de Guanentá en el municipio de San Gil, en el departamento de Santander, con motivo de la celebración de los 185 años (Aprobado).[11]
- Crea el Sistema Nacional de Información sobre demanda de empleo y el Boletín de demanda laboral insatisfecha (Retirado).[12]

## Carrera política
Su trayectoria política se ha identificado por:

### Partidos políticos
A lo largo de su carrera ha representado los siguientes partidos:
| Partido político | Fecha Inicio        | Fecha Fin           |
| Partido Liberal  | 20 de julio de 2007 | 19 de julio de 2010 |

### Cargos públicos
Entre los cargos públicos ocupados por Yolanda Pinto Afanador de Gaviria, se identifican:
| Cargo público                          | Partido político | Fecha Inicio        | Fecha Fin           |
| Senadora de la República               | Partido Liberal  | 13 de julio de 2007 | 20 de julio de 2010 |
| Primera dama Departamento De Antioquia | Partido Liberal  | 1 de enero de 2001  | 5 de mayo de 2003   |